# Lagochilin
Lagochilin ist ein Terpenoid vom Labdantyp, welches in verschiedenen Pflanzen wie Lagochilus inebrians (Rauschminze) und verwandten Arten enthalten ist. Lagochilin kann sedierend, euphorierend, analgesierend oder wahrnehmungsverändernd wirken.

## Vorkommen in Pflanzen
Zu Beginn der Vegetationsperiode wurde in Lagochilus inebrians ein Gehalt von 1 % Lagochilin und 3 % Lagochilintetraacetat festgestellt. In der Mitte der Vegetationsperiode dieser Pflanze lagen die Werte bei 3 % Lagochilin und 1 % Lagochilintetraacetat. Lagochilin ist zudem in Lagochilus setulosus und in Lagochilus gypsaceus enthalten, jedoch nicht in Lagochilus servaschanicus.

## Externe Links zu erwähnten Verbindungen
1. ↑  Externe Identifikatoren von bzw. Datenbank-Links zu Lagochilintetraacetat:  CAS-Nr.: 23605-84-7, PubChem: 25572361, ChemSpider: 62499982, Wikidata: Q130494145.